# Basilique Saint-Laurent-hors-les-Murs
La basilique Saint-Laurent-hors-les-Murs (basilica di San Lorenzo fuori le mura en italien) est une basilique mineure de Rome. Elle abrite le tombeau de saint Laurent (archidiacre, martyrisé en 258), de l'homme d'État Alcide De Gasperi et de cinq papes : Zosime, Sixte III, Hilaire, Damase II et Pie IX. La basilique est l’une des sept églises pèlerines de Rome.

## Historique

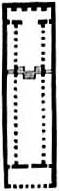
Plan de la basilique

L'empereur Constantin, favorable aux chrétiens, la fit construire au début du IVe siècle sur le site présumé du martyre de saint Laurent, mort en 258, et dont elle abrite la tombe. En 580, le pape Pélage II autorisa la construction d'une église sur le site, en l'honneur du martyr.
Au XIIIe siècle, le pape Honorius III entreprit la construction d'une autre église devant l'ancienne église. Elle était ornée de fresques dépeignant les vies de saint Laurent et du premier diacre martyrisé saint Étienne, qui est enterré avec saint Laurent dans la Confession, sous l'autel. Les deux structures ont été réunies lors d'un programme de renouvellement. Les fouilles ont révélé plusieurs cryptes. De 1374 à 1847 la basilique Saint-Laurent-hors-les-Murs fut la maison du Patriarche latin de Jérusalem. La basilique a été restaurée par l'architecte Virginio Vespignani de 1855 à 1864 qui supprima tous les ajouts de style baroque.
Le 19 juillet 1943, pendant la Seconde Guerre mondiale, l'église a été bombardée par les Alliés. La restauration a duré jusqu'en 1948 : la façade a été reconstruite ; les fresques des parties hautes de la façade sont perdues.

## Architecture et décorations intérieures

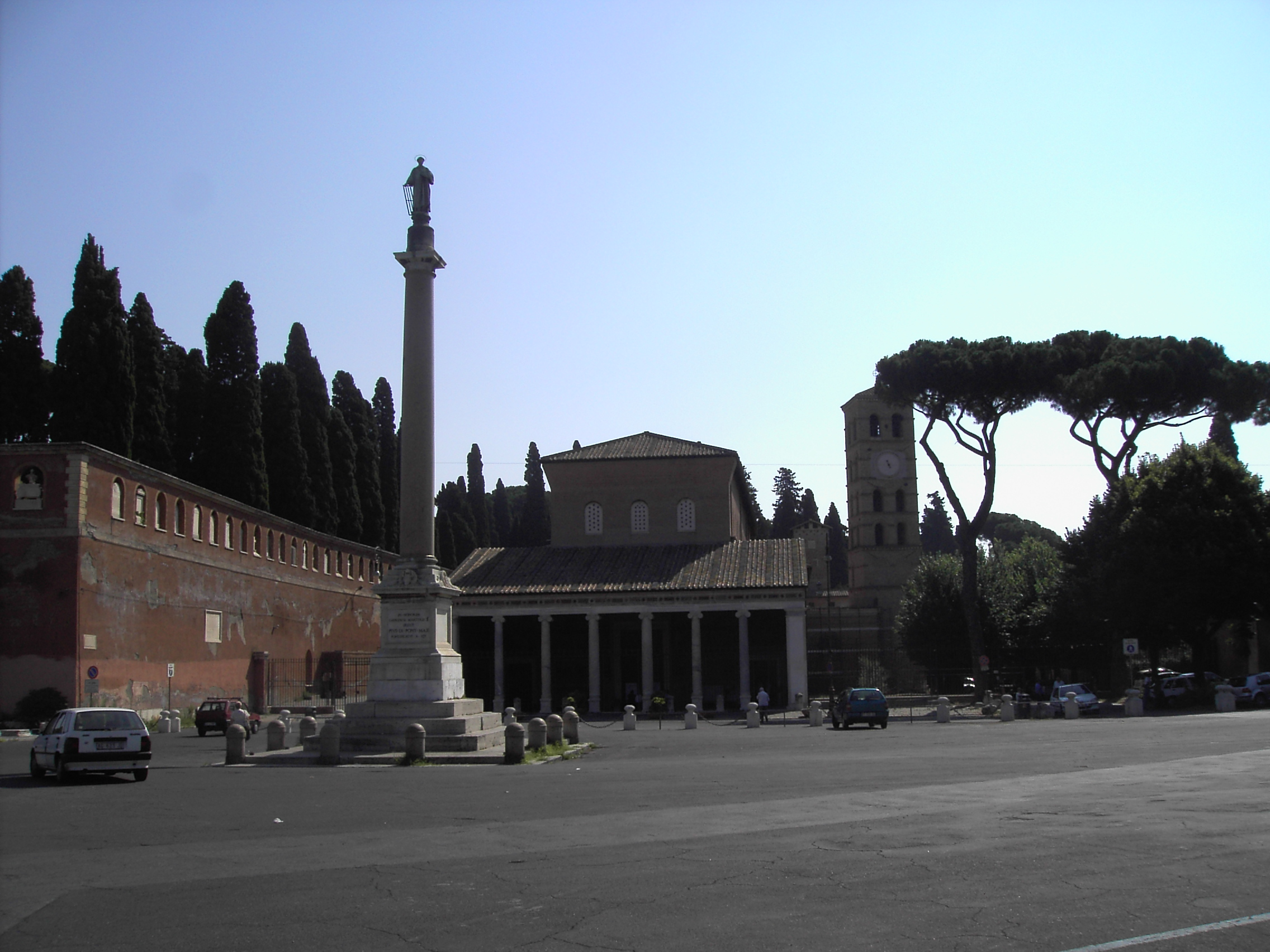
Vue d'ensemble
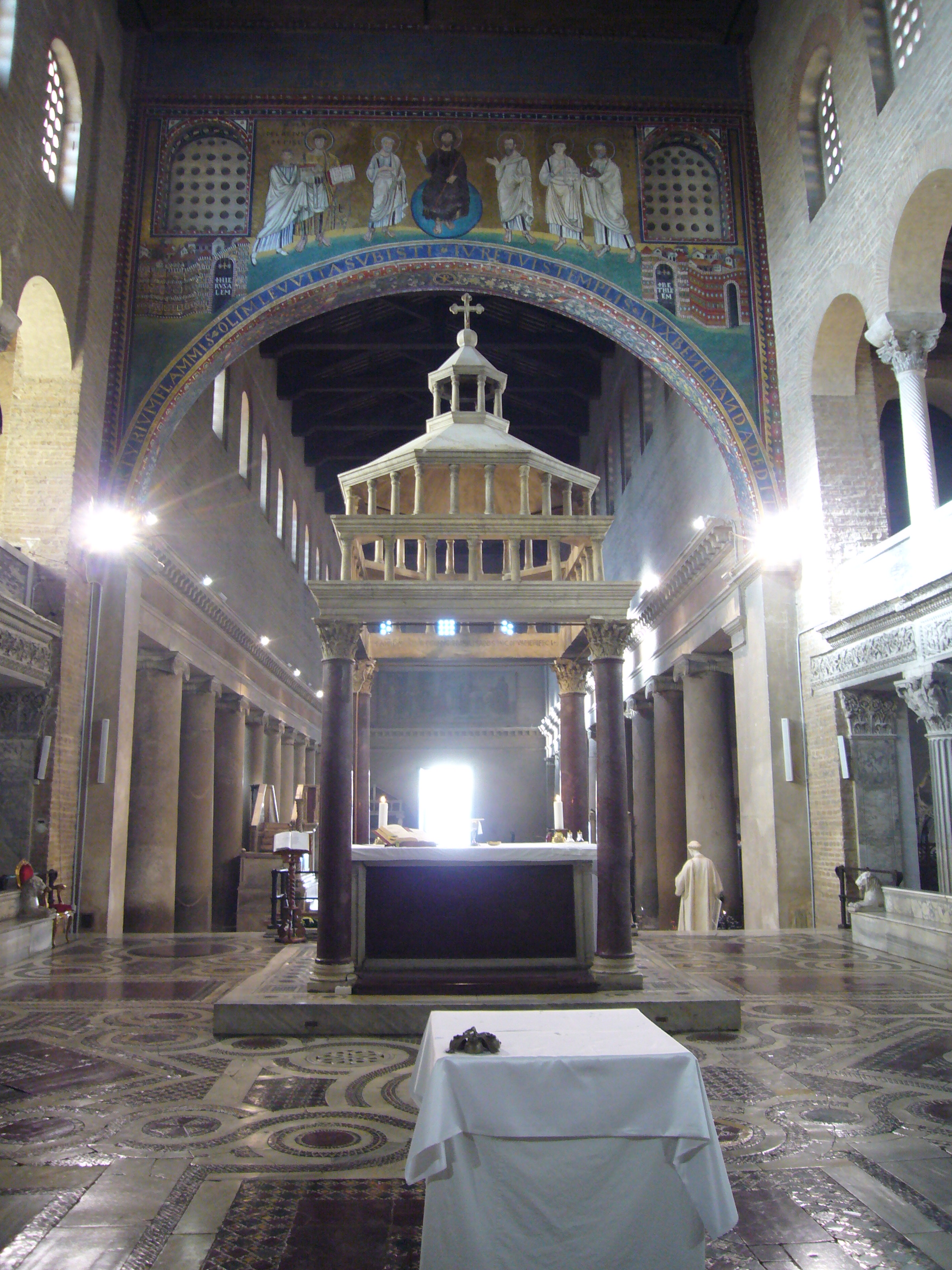
Autel papal, arc triomphal
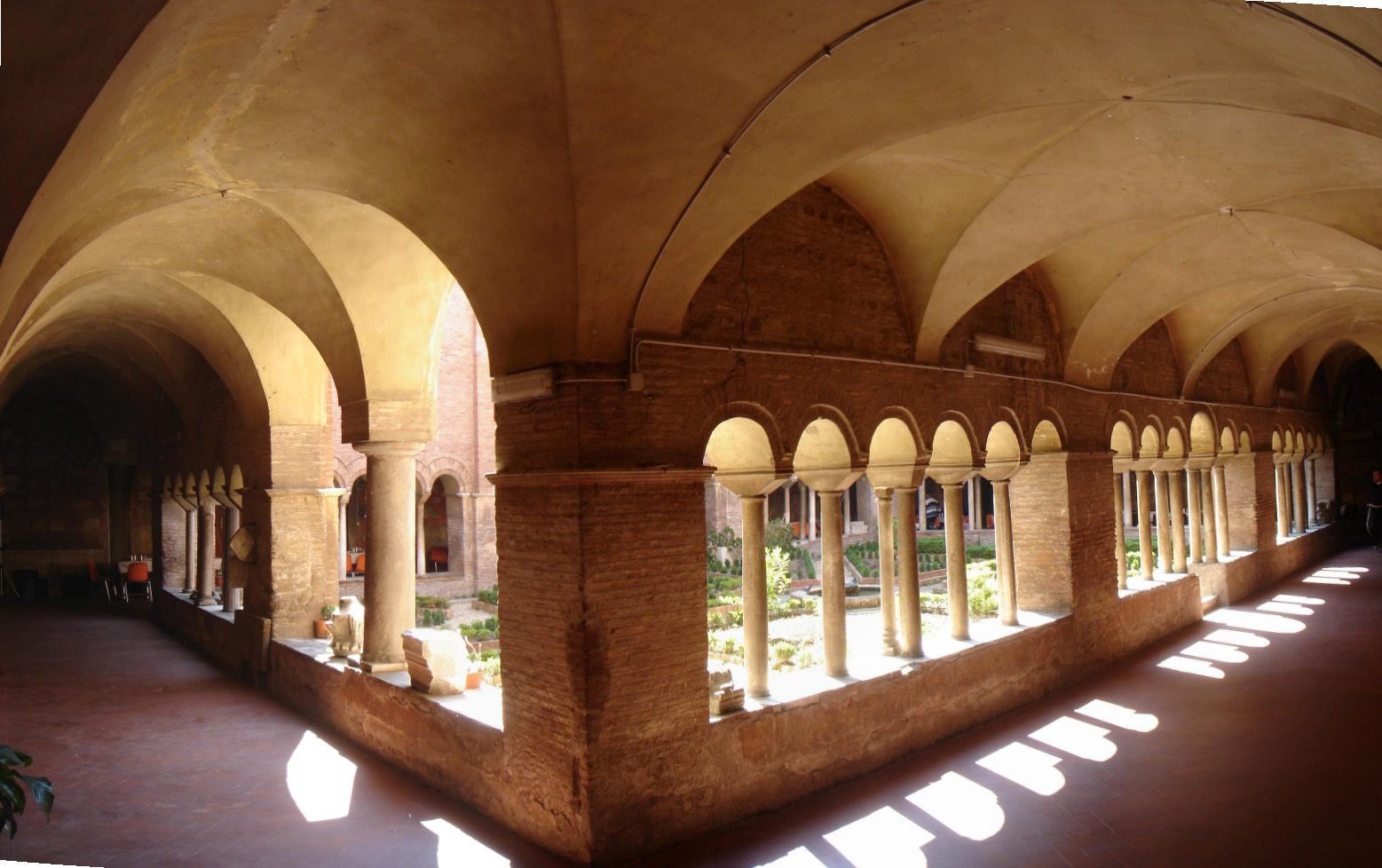
Cloître
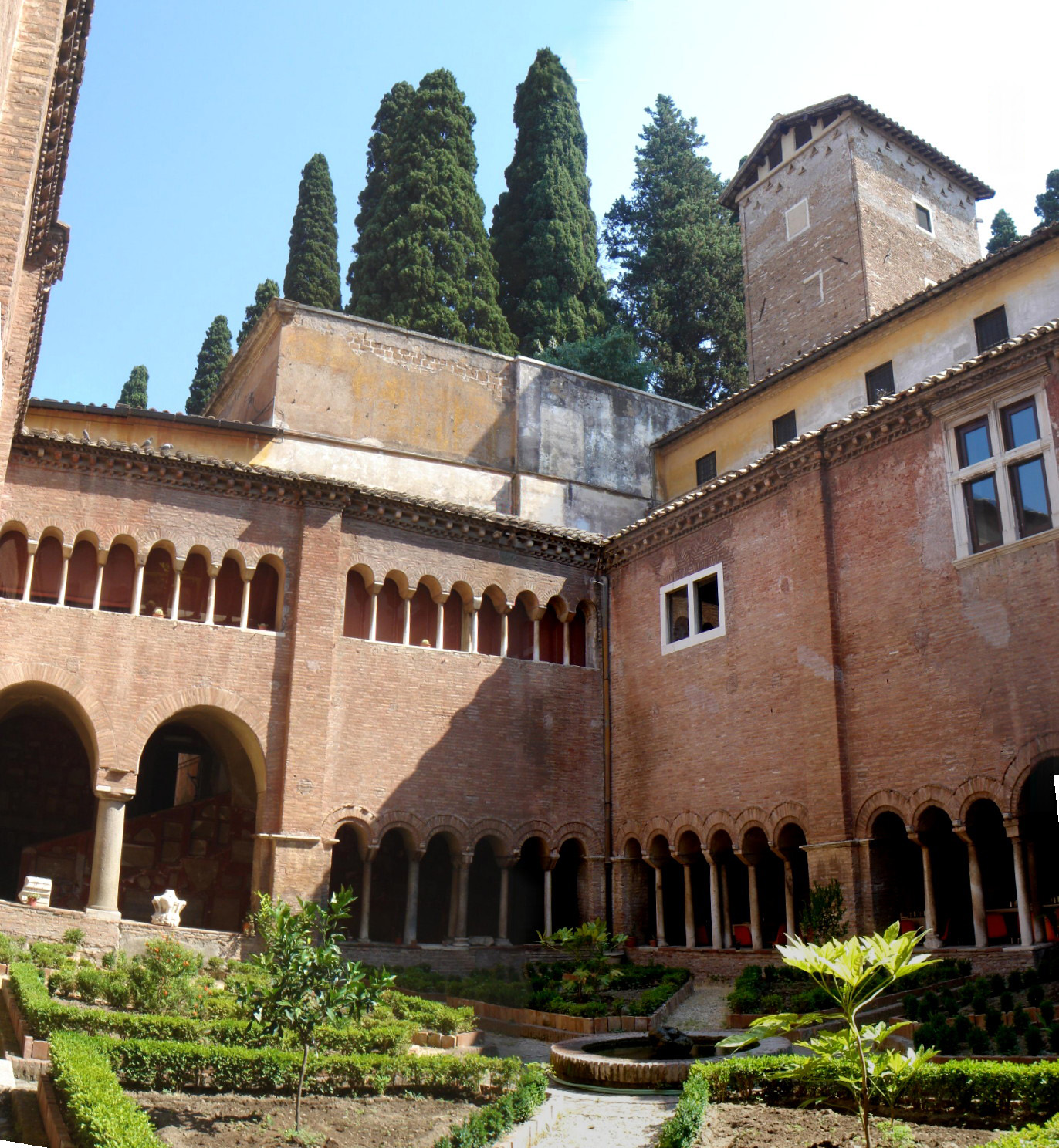
Ensemble du cloître
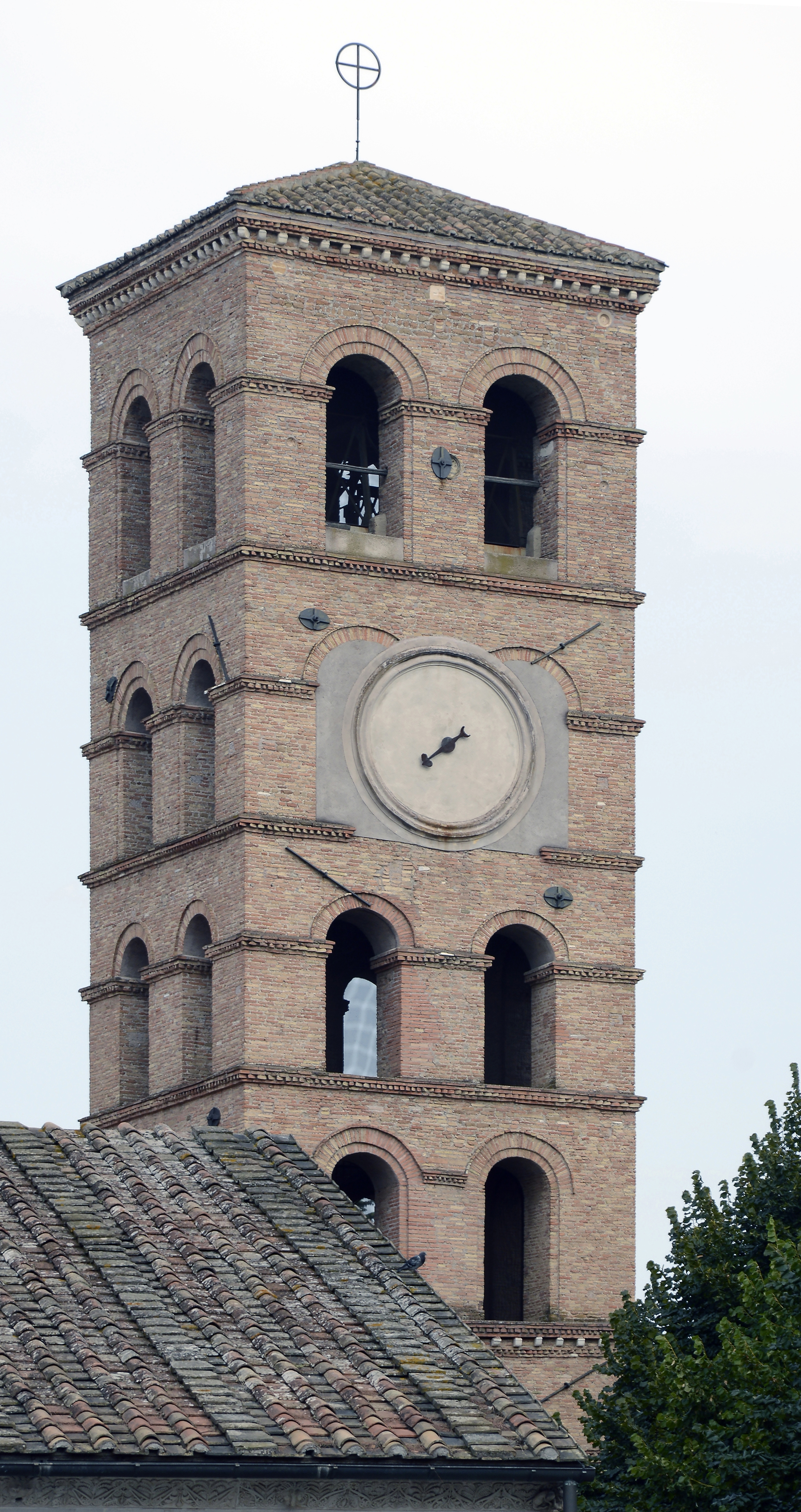
Clocher
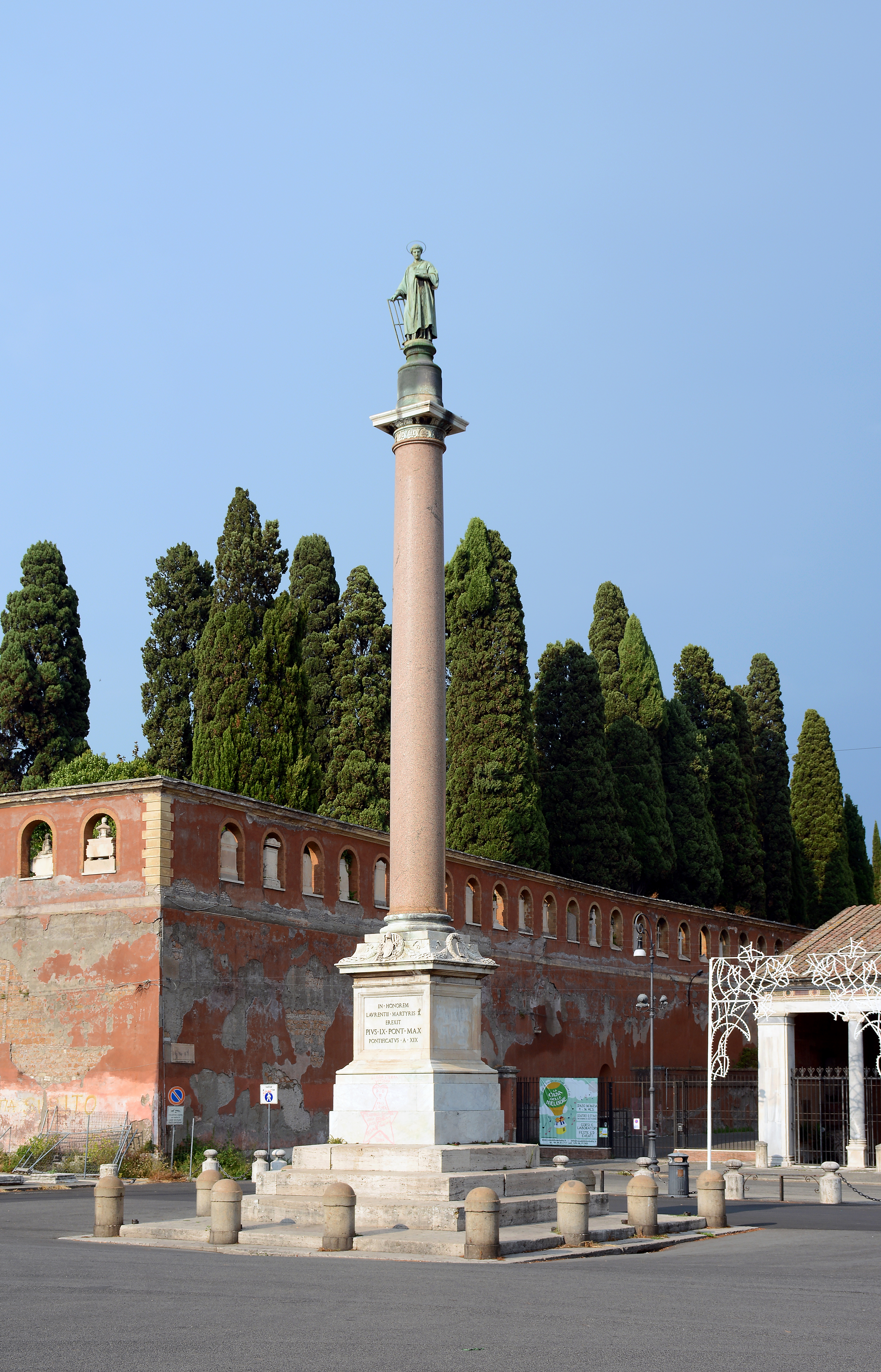
Colonne de San Lorenzo, devant la basilique